# Smittina retifrons
Smittina retifrons är en mossdjursart som beskrevs av Osburn 1952. Smittina retifrons ingår i släktet Smittina och familjen Smittinidae. Inga underarter finns listade i Catalogue of Life.